# 青春漫画〜僕らの恋愛シナリオ〜
『青春漫画〜僕らの恋愛シナリオ〜』（せいしゅんまんが〜ぼくらのれんあいシナリオ〜）は2006年に公開された韓国映画。

## 出演者
- クォン・サンウ
- キム・ハヌル